# 1344
1344 (MCCCXLIV) je bilo prestopno leto, ki se je po julijanskem koledarju začelo na četrtek.

## Dogodki

### Stoletna vojna
- začetek leta - Bretanija: nadaljevanje bretonske nasledstvene vojne. Angleži preženejo papeške legate iz Vannesa. Ker se je britanski kandidat za vojvodo Ivan Montforški umaknil iz politike, preide celotno breme nadaljevanja vojne na Angleže.

- marec - Francoski kandidat za bretonskega vojvodo Karel Bloiški prične oblegati mesto Quimper. Njegov cilj je, da zareže klin med mestoma Brest in Vannes, ki sta pod zasedbo Angležev.
- 1. maj - Karel Bloiški osvoji Quimper. Francozi si dajo duška in pokoljejo večino prebivalcev (med 1.400 in 2.000). Proangleške bretonske plemiče odvedejo v Pariz, obtožijo veleizdaje[1] in usmrtijo. Za angleške ujetnike večinoma izterjajo odkupnino. Proangleška bretonska stranka popolnoma razpade.
- Neuspešna finančna reforma angleškega kralja Edvarda III., ki izda tri nove serije zlatnikov, s katerimi poskuša nadomestiti takratno univerzalno plačilno valuto florentinski florin. V primerjavi s florentinskim florinom imajo kovanci visoko vsebnost zlata, vendar le-ta ne ustreza njihovi opredeljeni vrednosti, zato jih do konca avgusta umaknejo iz obtoka in pretopijo. 
  - Firence v bankrotu: težavno leto za florentinsko bančništvo. Pa banki Acciaiuoli, ki je bankrotirala štiri let prej, bankrotirata še največji banki Compagnia dei Bardi in Peruzzi. Florentinski kronist Giovanni Villani za propad vse treh največjih bank obtožuje visoka posojila florentinskih bank angleškemu kralju Edvardu III.

### Rekonkvista
- začetek leta - Obleganje Algecirasa (1342–44) doseže vrhunec: muslimanska vojska, ki jo sestavlja koalicija maroških Marinidov in andaluzijskega Granadskega emirata, se po porazu pri reki Palmones poskuša reorganizirati, a so njeni vojaki povsem demoralizirani. Kastiljski kralj Alfonz XI., ki vodi drago in večletno obleganje, je na robu bankrota, a ga rešuje armada križarjev-prostovoljcev iz Evrope. Granadski sultan Jusuf I. zaprosi za mir in tributarno podreditev. Alfonz XI. ga zavrne.
- januar - Mali in okretni čolni iz muslimanskega Gibraltarja uspešno prebijajo blokado, ki jo krščanska vojska ponovno utrjuje, in dostavljajo zaloge obleganemu mestu.
- 24. februar - Pet čolnov iz Gibraltarja dostavi zaloge obleganemu mestu. Zatem krščanska vojska hermetično zapre Algeciras, da bi z izsiljeno lakoto prisilila mesto v brezpogojno kapitulacijo.
- 2. marec - Ko uvidi, da je mesto izgubljeno, granadski emir Jusuf I. privoli v brezpogojno kapitulacijo mesta, ki so se mu po porazu Marinidi povsem odrekli. Krščanski vojaški poveljniki prepričujejo kastiljskega kralja Alfonza XI. naj nadaljuje z obleganjem, vendar kralj privoli v predajo in večino mirovnih pogojev, ki jih je predpostavil že emir Jusuf I.
- 26. marec - Zavzetje Algecirasa: končna primopredaja mesta kastiljskemu kralju Alfonzu XI., ki poražence sicer izžene, a jim omogoči vsaj neoviran odhod. Zavzetje Algecirasa zaznamuje konec prisotnosti muslimanov iz Maroka na Iberskem polotoku. Edina lokalna muslimanska politična tvorba ostane Granadski emirat. Kastiljska kraljevina pa dobi pomembno pristanišče. 1345 ↔
  - 16. julij - Aragonci pod vodstvom kralja Petra IV. osvojijo sosednje Baleare, ki jim vlada majorški kralj Jakob III.[2]. Razlog za vojno je, da slednji ni želel aragonskemu kralju priseči vazalne zvestobe. Peter IV. nadaljuje vojno proti majorškemu kralju še v južni Franciji proti grofijama Cerdanya in Roussillon, kjer pa ima manj uspeha, saj sta ta dva fevda v vazalni odvisnosti do francoskega kralja in ne aragonskega.

### Bizantinska državljanska vojna in smirnska križarska vojna
- pomlad - Bizantinska državljanska vojna (1341–1347): bizantinski samooklicani cesar Ivan Kantkuzen izgubi podporo turškega zaveznika Umur Ghazija iz bejlika Aydin, ki se mora na drugi strani Egejskega morja v domači Smirni soočiti s križarsko vojsko. Regentski triumvirat[3], ki vlada v imenu cesarja Ivana V. Paleologa uspe na svojo stran poleg Srbov in (upornih) solunskih zelotov dobiti še Bolgare za ceno mesta Plovdiv.
- maj - Bitka pri Štefaniji, grška Makedonija: manjši oddelek srbske vojske pod vodstvom vojvode Preljuba napade umikajoče Turke iz Aydina, vendar ga Turki porazijo. ↓
- → Ivanu Kantakuzenu, ki je s svojo vojsko ponovno v težkem in številčno podrejenem položaju, ne preostane drugega, kot da vztraja v defenzivi in ponovno čaka na pomoč aydinskega beja. Položaj mu rahlo olajša defekcija generala Ivana Vataca, ki se mu je vladajoča trojka na nek način zamerila. 1345 ↔
- 28. oktober - Smirnska križarska vojna: protipiratska koalicija križarjev, ki jo sestavljajo Benečani, rodoški hospitalci in Ciprčani napade in zavzame turški bejlik Aydin z glavnim mestom Smirno. Beju Aydina Umurju Ghaziju, ki je prejšnje leto uspešno asistiral Ivanu Kantakuzenu v državljanski vojni, uspe pred zavojevalci obvarovati edinole mestno akropolo. 1345 ↔
- Klavrno situacijo v bizantinski Makedoniji izkoristi srbski car Dušan Silni, ki nadaljuje z osvajanjem mest. Razen mest Solun, ki ga obvladujejo antiaristokratski ti. zeloti, Serres, ki ostane zvest regentstvu in Bereje, kjer se nahaja Kantakuzen, osvoji celotno Makedonijo. Kantakuzen izgubi bazo še v Trakiji, kjer mesta, zvesta njemu, zavzamejo Bolgari pod vodstvom carja Ivana Aleksandra.
  - Turki, najverjetneje iz bejlika Karasidov, zavzamejo dele otočne vojvodine Naxos in zasužnijo 7.000 prebivalcev.

### Ostalo
- 17. april - Kilikijska Armenija: vsesplošna vstaja odnese katoliškega kralja Konstantina II. iz ciprske hiše Lusignanskih. Armensko ljudstvo in cerkev sta bila za razliko od plemstva proti zbliževanju s Katoliško cerkvijo. Umorjenega kralja nasledi bratranec po materini strani Konstantin III.
- 3. maj - Trapezuntsko cesarstvo: ljudska vstaja odnese marionetnega cesarja Ivana III. Velikega Komnena in njegove vplivne podpornike. Iz ujetništva izpustijo njegovega očeta, "enodnevnega" cesarja Mihaela, ki je "vladal" 30. junija 1341, preden ga je omenjena klika okoli njegovega sina zaprla. 1345 ↔
- 11. julij - Umrlega württemberškega grofa Ulrika III. nasledita sinova Eberhard II. in Ulrik IV.
- 28. avgust - Neapeljsko kraljestvo: kronanje Ivane I. za neapeljsko kraljico. Njen soprog, madžarski princ Andrej je užaljen, ker ni krona podeljena tudi njemu in se pritoži papežu, ki naposled spremeni stališče in postane naklonjen Andrejevi zahtevi. 1345 ↔
- 15. november - Začetki konkvistadorjev: papež Klemen VI. izda bulo Tu devonitis sinceritas, v kateri razglasi francoskega plemiča španskega porekla Luisa de la Cerdo za kneza/princa Kanarskih otokov. De la Cerda je kot francoski ambasador na avignonskem dvoru dal papežu predlog, da bi bilo primerno domorodne Gvanče pokristjaniti. 1345 ↔
- 23. december - Prvi genovski dož Simone Boccanegra je prisiljen odstopiti. Upokoji se v Piso. Nasledi ga Giovanni I. di Murta.
- december - Ponovna križarska vojna proti poganskim Litvancem. Vojni pohod vodi ogrski kralj Ludvik I.. Pridružita se mu češki kralj Ivan Luksemburški, ki je takrat že oslepel in ga nadomešča sin Karel Moravski, vsak svojo vojsko prispevata burbonski vojvoda Peter I. in holandski grof Vilijem IV.. Križarji v boju proti Litvancem, ki jih na bojišču nadvladajo, nimajo uspeha.

- Saaremaa: poganski upor na noč Svetega Jurija proti livonskemu redu[4] dobi novo nevarno žarišče. Oselijci na otoku Saaremaa se odpovedo krščanstvu in pokoljejo vse Nemce na otoku ter utopijo vse menihe in klerike. Livonski red ne ukrepa takoj, pač pa počaka do zime, da zamrzne morje in  se potem znesejo nad upornimi otočani, ki pa se vztrajno branijo. 1345 ↔
- Zlata horda: kan Džanibek opusti obleganje genovske trgovske kolonije Kaffa, ki ji pride na pomoč matična flota iz Genove. Epidemija Črne smrti doseže prestolnico Saraj, od koder napreduje hitreje proti zahodu. 1345 ↔
- Propadajoči Ilkanat: korasanski pretendent za kana Ilkanata Tughay Timur porazi rivalskega korasanskega vladarja Vadžiha ad-Din Masuda in njegove zaveznike šiitske derviše Sarbadarje. Sarbadarje, konfederacijo šiitskih in sekularnih interesov, zmernih in bolj skrajnih, združi guverner prestolnice Sabzevar Muhamad Ajtimur. 1346 ↔
- Dinastija Yuan, Kitajska: Rumena reka prebije nasipe in poplavi. Cesar Togon Temur ukaže obširna obnovitvena dela. Zaradi slabe oskrbe se veča nezadovoljstvo med kitajskimi podaniki proti vladajoči mongolski dinastiji. 1345 ↔
- Egipt: v Keraku, priljubljeni zaporniški utrdbi za odstavljene sultane, umre odstavljeni egiptovski mameluški sultan Šihab ad-Din Ahmad.  Trenutni sultan Al-Salih Ismail ima še štiri brate, ki ga lahko spravijo v omenjeno utrdbo.
- Afriški rog: umrli etiopski cesar Amda-Sijon I. zapusti Etiopsko cesarstvo na vrhuncu moči in začetka dolgega obdobje pokristjanjevanja obmejnih islamiziranih območij. Nasledi ga najstarejši sin Newaya Krestos.
- Krška škofija: umrlega krškega škofa Konrada II. iz Salmansweilerja nasledi Ulrik II. iz Wildhausa.
- Angleška kraljica-mati Izabela Francoska ustanovi šolo Bablake, danes eno prestižnejših angleških zasebnih šol. Ustanovljena je bila sicer kot javna šola.
- Potovanja maroškega popotnika Ibn Batute: iz Maduraia se vrne nazaj na Maldive in od tam končno nadaljuje že dolgo želeno pot na Kitajsko. Spotoma se trgovska karavana, s katero potuje, ustavi v Chittagongu, današnji Bangladeš, kjer naredi še en krajši ekskurz, ko se odpravi na dvor lokalnega sultana Šaha Džalala v prestolnico Sylhet. 1345 ↔

## Rojstva
- 9. februar - Majnhard III., tirolski grof, vojvoda Zgornje Bavarske († 1363)
- 18. september - Marija Valoiška, francoska princesa, vojvodinja Bara († 1404)
- 8. november - Robert I., francoski plemič, vojvoda Bara († 1411)
- 10. oktober - Marija iz Walthama, angleška princesa, bretonska vojvodinja († 1361)
- Al-Damiri, arabski islamski pravnik in zoolog († 1405)
- Azzo X. d'Este, italijanski vojskovodja, vladar Modene († 1415)
- Beatrika Wittelsbaška, švedska kraljica († 1359)
- Ivan Burbonski, francoski plemič, grof La Marcheja (I.) in Vendômeja (VII.) († 1393)
- Parmešvara, singapurski sultan († 1414)

## Smrti
- 30. januar - William Montagu, angleški plemič, 1. grof Salisbury, kralj otoka Man (* 1301)
- 17. april - Konstantin II. Armenski[5], latinski kralj Kilikijske Armenije
- 19. junij - Konstanca Aragonska, sicilska kraljica, armenska kraljica (* 1305)
- 11. julij - Ulrik III., württemberški grof (* 1286)
- Amda-Sijon I., etiopski cesar (* 1314)
- Frančišek iz Appignana, italijanski frančiškanski teolog, filozof (* 1290)
- Jewna, litvanska kraljica, soproga Gediminasa
- Levi ben Gerson, latinizirano Gersonides, francoski judovski učenjak (* 1288)
- Konrad II. iz Salmansweilerja, krški škof
- Narinaga, japonski šogun, kronski princ (* 1326)
- Simone Martini, italijanski (sienski) slikar (* 1284)
- Šihab ad-Din Ahmad, egiptovski mameluški sultan
- Vadžih ad-Din Masud, korasanski vladar, sarbadar
- Walter Burley, angleški logik, filozof in teolog (* 1275)